# 薄叶鸡蛋参
薄叶鸡蛋参（学名：Codonopsis convolvulacea var. vinciflora）为桔梗科党参属下的一个变种。

## 扩展阅读
- 維基物種上的相關：薄叶鸡蛋参